# Premier League 2019–20
La Premier League 2019–20 va ser la 28a edició de la Premier League, la màxima competició del futbol professional anglès. La temporada va començar el 9 d'agost de 2019 i va acabar el 26 de juliol de 2020. La competició es va suspendre el 13 de març fins al 17 de juny, a causa de la pandèmia per coronavirus.
El Manchester City va ser el vigent campió per segona vegada consecutiva, havent guanyat el triple domèstic la temporada passada. El 25 de juny, Liverpool va aconseguir el campionat, el seu primer títol de la Premier League i el seu 19è títol en el futbol anglès.
Norwich City, Sheffield United i Aston Villa van ser els clubs ascendits de la Championship, que van reemplaçar Huddersfield Town, Fulham i Cardiff City, descendits.
Aquesta temporada havia vist la utilització del VAR per primera vegada a la lliga anglesa.
El 25 d'octubre de 2019, Leicester City batà el record per la victòria més gran fora de casa en la primera divisió del futbol anglès i igualà la victòria més gran de la Premier League quan derrotaren el Southampton 9–0 a St Mary's Stadium.

## Equips
A la Premier League hi competeixen vint equips, els disset amb millor classificació la temporada passada i els tres ascendits de la Championship.
| Equip                      | Ubicació      | Entrenador          | Capità                    | Estadi                    | Capacitat |
| -------------------------- | ------------- | ------------------- | ------------------------- | ------------------------- | --------- |
| Arsenal FC                 | Londres       | Mikel Arteta        | Pierre-Emerick Aubameyang | Emirates Stadium          | 59.867    |
| Aston Villa                | Birmingham    | Dean Smith          | Jack Grealish             | Villa Park                | 42.785    |
| Bournemouth                | Bournemouth   | Eddie Howe          | Simon Francis             | Dean Court                | 11.360    |
| Brighton & Hove Albion     | Brighton      | Graham Potter       | Lewis Dunk                | Falmer Stadium            | 30.666    |
| Burnley                    | Burnley       | Sean Dyche          | Ben Mee                   | Turf Moor                 | 21.944    |
| Chelsea FC                 | Londres       | Frank Lampard       | César Azpilicueta         | Stamford Bridge           | 41.631    |
| Crystal Palace             | Londres       | Roy Hodgson         | Luka Milivojević          | Selhurst Park             | 25.456    |
| Everton                    | Liverpool     | Carlo Ancelotti     | Séamus Coleman            | Goodison Park             | 39.572    |
| Leicester City             | Leicester     | Brendan Rodgers     | Wes Morgan                | King Power Stadium        | 32.312    |
| Liverpool                  | Liverpool     | Jürgen Klopp        | Jordan Henderson          | Anfield                   | 53.394    |
| Manchester City            | Manchester    | Pep Guardiola       | David Silva               | Etihad Stadium            | 55.017    |
| Manchester United          | Manchester    | Ole Gunnar Solskjær | Ashley Young              | Old Trafford              | 74.994    |
| Newcastle United           | Newcastle     | Steve Bruce         | Jamaal Lascelles          | St. James' Park           | 52.354    |
| Norwich City               | Norwich       | Daniel Farke        | Grant Hanley              | Carrow Road               | 27.244    |
| Sheffield United           | Sheffield     | Chris Wilder        | Billy Sharp               | Bramall Lane              | 32.702    |
| Southampton FC             | Southampton   | Ralph Hasenhüttl    | Pierre-Emile Højbjerg     | St Mary's Stadium         | 32.384    |
| Tottenham Hotspur FC       | Londres       | José Mourinho       | Hugo Lloris               | Tottenham Hotspur Stadium | 62.062    |
| Watford                    | Watford       | Hayden Mullins      | Troy Deeney               | Vicarage Road             | 23.700    |
| West Ham United            | Londres       | David Moyes         | Mark Noble                | London Stadium            | 60.000    |
| Wolverhampton Wanderers FC | Wolverhampton | Nuno Espírito Santo | Conor Coady               | Molineux Stadium          | 31.700    |

### Canvis d'entrenador
| Equip                | Entrenador sortint    | Motiu                  | Data de sortida  | Classificació | Entrenador substitut  | Data d'entrada   | Referències          |
| -------------------- | --------------------- | ---------------------- | ---------------- | ------------- | --------------------- | ---------------- | -------------------- |
| Chelsea FC           | Maurizio Sarri        | Marxa a la Juventus FC | 16 juny 2019     | Pre-temporada | Frank Lampard         | 4 juliol 2019    | [ 12 ] [ 13 ]        |
| Newcastle United     | Rafael Benítez        | Fi de contracte        | 30 juny 2019     | Pre-temporada | Steve Bruce           | 17 juliol 2019   | [ 14 ] [ 15 ]        |
| Watford              | Xabier Gracia         | Acomiadament           | 8 setembre 2019  | 20è           | Quique Sánchez Flores | 8 setembre 2019  | [ 16 ] [ 17 ] [ 18 ] |
| Tottenham Hotspur FC | Mauricio Pochettino   | Acomiadament           | 19 novembre 2019 | 14è           | José Mourinho         | 20 novembre 2019 | [ 19 ] [ 20 ] [ 21 ] |
| Arsenal FC           | Unai Emery            | Acomiadament           | 29 novembre 2019 | 8è            | Mikel Arteta          | 20 desembre 2019 | [ 22 ] [ 23 ] [ 24 ] |
| Watford              | Quique Sánchez Flores | Acomiadament           | 1 desembre 2019  | 20è           | Nigel Pearson         | 6 desembre 2019  | [ 25 ] [ 26 ] [ 27 ] |
| Everton              | Marco Silva           | Acomiadament           | 5 desembre 2019  | 18è           | Carlo Ancelotti       | 21 desembre 2019 | [ 28 ] [ 29 ] [ 30 ] |
| West Ham United      | Manuel Pellegrini     | Acomiadament           | 28 desembre 2019 | 17è           | David Moyes           | 29 desembre 2019 | [ 31 ] [ 32 ] [ 33 ] |
| Watford              | Nigel Pearson         | Acomiadament           | 19 juliol 2020   | [ 34 ]        | Hayden Mullins        | 19 juliol 2020   | [ 35 ]               |

## Classificació i resultats

### Taula classificatòria
| Pos | Equip                   | PJ | PG | PE | PP | GF  | GC | DG  | Pts | Classificació o descens                                               |
| --- | ----------------------- | -- | -- | -- | -- | --- | -- | --- | --- | --------------------------------------------------------------------- |
| 1   | Liverpool (C)           | 38 | 32 | 3  | 3  | 85  | 33 | +52 | 99  | Classificació per la Fase de Grups de la Lliga de Campions            |
| 2   | Manchester City         | 38 | 26 | 3  | 9  | 102 | 35 | +67 | 81  | Classificació per la Fase de Grups de la Lliga de Campions            |
| 3   | Manchester United       | 38 | 18 | 12 | 8  | 66  | 36 | +30 | 66  | Classificació per la Fase de Grups de la Lliga de Campions            |
| 4   | Chelsea                 | 38 | 20 | 6  | 12 | 69  | 54 | +15 | 66  | Classificació per la Fase de Grups de la Lliga de Campions            |
| 5   | Leicester City          | 38 | 18 | 8  | 12 | 67  | 41 | +26 | 62  | Classificació per la Fase de Grups de la Lliga Europa                 |
| 6   | Tottenham Hotspur       | 38 | 16 | 11 | 11 | 61  | 47 | +14 | 59  | Classificació per la Segona ronda de classificació de la Lliga Europa |
| 7   | Wolverhampton Wanderers | 38 | 15 | 14 | 9  | 51  | 40 | +11 | 59  |                                                                       |
| 8   | Arsenal                 | 38 | 14 | 14 | 10 | 56  | 48 | +8  | 56  | Classificació per la Fase de Grups de la Lliga Europa                 |
| 9   | Sheffield United        | 38 | 14 | 12 | 12 | 39  | 39 | 0   | 54  |                                                                       |
| 10  | Burnley                 | 38 | 15 | 9  | 14 | 43  | 50 | −7  | 54  |                                                                       |
| 11  | Southampton             | 38 | 15 | 7  | 16 | 51  | 60 | −9  | 52  |                                                                       |
| 12  | Everton                 | 38 | 13 | 10 | 15 | 44  | 56 | −12 | 49  |                                                                       |
| 13  | Newcastle United        | 38 | 11 | 11 | 16 | 38  | 58 | −20 | 44  |                                                                       |
| 14  | Crystal Palace          | 38 | 11 | 10 | 17 | 31  | 50 | −19 | 43  |                                                                       |
| 15  | Brighton & Hove Albion  | 38 | 9  | 14 | 15 | 39  | 54 | −15 | 41  |                                                                       |
| 16  | West Ham United         | 38 | 10 | 9  | 19 | 49  | 62 | −13 | 39  |                                                                       |
| 17  | Aston Villa             | 38 | 9  | 8  | 21 | 41  | 67 | −26 | 35  |                                                                       |
| 18  | Bournemouth (R)         | 38 | 9  | 7  | 22 | 40  | 65 | −25 | 34  | Descens a la Championship                                             |
| 19  | Watford (R)             | 38 | 8  | 10 | 20 | 36  | 64 | −28 | 34  | Descens a la Championship                                             |
| 20  | Norwich City (R)        | 38 | 5  | 6  | 27 | 26  | 75 | −49 | 21  | Descens a la Championship                                             |

1. ↑  El Manchester City inicialment va ser prohibit en les competicions de la UEFA incloent-hi la Lliga de Campions i la Lliga Europa durant les temporades 2020–21 i 2021–22, d'accord amb el càstig de la Cambra d'Adjudicació de la UEFA per infraccions a la regulació del Joc Net Financer.[36] El 13 de juliol, la prohibició es va anul·lar.

### Resultats
| Casa \ Fora                | ARS | AVL | BOU | BHA | BUR | CHE | CRY | EVE | LEI | LIV | MCI | MUN | NEW | NOR | SHU | SOU | TOT | WAT | WHU | WOL |
| -------------------------- | --- | --- | --- | --- | --- | --- | --- | --- | --- | --- | --- | --- | --- | --- | --- | --- | --- | --- | --- | --- |
| Arsenal FC                 | —   | 3–2 | 1–0 | 1–2 | 2–1 | 1–2 | 2–2 | 3–2 | 1–1 | 2–1 | 0–3 | 2–0 | 4–0 | 4–0 | 1–1 | 2–2 | 2–2 | 3–2 | 1–0 | 1–1 |
| Aston Villa                | 1–0 | —   | 1–2 | 2–1 | 2–2 | 1–2 | 2–0 | 2–0 | 1–4 | 1–2 | 1–6 | 0–3 | 2–0 | 1–0 | 0–0 | 1–3 | 2–3 | 2–1 | 0–0 | 0–1 |
| Bournemouth                | 1–1 | 2–1 | —   | 3–1 | 0–1 | 2–2 | 0–2 | 3–1 | 4–1 | 0–3 | 1–3 | 1–0 | 1–4 | 0–0 | 1–1 | 0–2 | 0–0 | 0–3 | 2–2 | 1–2 |
| Brighton & Hove Albion     | 2–1 | 1–1 | 2–0 | —   | 1–1 | 1–1 | 0–1 | 3–2 | 0–2 | 1–3 | 0–5 | 0–3 | 0–0 | 2–0 | 0–1 | 0–2 | 3–0 | 1–1 | 1–1 | 2–2 |
| Burnley                    | 0–0 | 1–2 | 3–0 | 1–2 | —   | 2–4 | 0–2 | 1–0 | 2–1 | 0–3 | 1–4 | 0–2 | 1–0 | 2–0 | 1–1 | 3–0 | 1–1 | 1–0 | 3–0 | 1–1 |
| Chelsea FC                 | 2–2 | 2–1 | 0–1 | 2–0 | 3–0 | —   | 2–0 | 4–0 | 1–1 | 1–2 | 2–1 | 0–2 | 1–0 | 1–0 | 2–2 | 0–2 | 2–1 | 3–0 | 0–1 | 2–0 |
| Crystal Palace             | 1–1 | 1–0 | 1–0 | 1–1 | 0–1 | 2–3 | —   | 0–0 | 0–2 | 1–2 | 0–2 | 0–2 | 1–0 | 2–0 | 0–1 | 0–2 | 1–1 | 1–0 | 2–1 | 1–1 |
| Everton                    | 0–0 | 1–1 | 1–3 | 1–0 | 1–0 | 3–1 | 3–1 | —   | 2–1 | 0–0 | 1–3 | 1–1 | 2–2 | 0–2 | 0–2 | 1–1 | 1–1 | 1–0 | 2–0 | 3–2 |
| Leicester City             | 2–0 | 4–0 | 3–1 | 0–0 | 2–1 | 2–2 | 3–0 | 2–1 | —   | 0–4 | 0–1 | 0–2 | 5–0 | 1–1 | 2–0 | 1–2 | 2–1 | 2–0 | 4–1 | 0–0 |
| Liverpool                  | 3–1 | 2–0 | 2–1 | 2–1 | 1–1 | 5–3 | 4–0 | 5–2 | 2–1 | —   | 3–1 | 2–0 | 3–1 | 4–1 | 2–0 | 4–0 | 2–1 | 2–0 | 3–2 | 1–0 |
| Manchester City            | 3–0 | 3–0 | 2–1 | 4–0 | 5–0 | 2–1 | 2–2 | 2–1 | 3–1 | 4–0 | —   | 1–2 | 5–0 | 5–0 | 2–0 | 2–1 | 2–2 | 8–0 | 2–0 | 0–2 |
| Manchester United          | 1–1 | 2–2 | 5–2 | 3–1 | 0–2 | 4–0 | 1–2 | 1–1 | 1–0 | 1–1 | 2–0 | —   | 4–1 | 4–0 | 3–0 | 2–2 | 2–1 | 3–0 | 1–1 | 0–0 |
| Newcastle United           | 0–1 | 1–1 | 2–1 | 0–0 | 0–0 | 1–0 | 1–0 | 1–2 | 0–3 | 1–3 | 2–2 | 1–0 | —   | 0–0 | 3–0 | 2–1 | 1–3 | 1–1 | 2–2 | 1–1 |
| Norwich City               | 2–2 | 1–5 | 1–0 | 0–1 | 0–2 | 2–3 | 1–1 | 0–1 | 1–0 | 0–1 | 3–2 | 1–3 | 3–1 | —   | 1–2 | 0–3 | 2–2 | 0–2 | 0–4 | 1–2 |
| Sheffield United           | 1–0 | 2–0 | 2–1 | 1–1 | 3–0 | 3–0 | 1–0 | 0–1 | 1–2 | 0–1 | 0–1 | 3–3 | 0–2 | 1–0 | —   | 0–1 | 3–1 | 1–1 | 1–0 | 1–0 |
| Southampton                | 0–2 | 2–0 | 1–3 | 1–1 | 1–2 | 1–4 | 1–1 | 1–2 | 0–9 | 1–2 | 1–0 | 1–1 | 0–1 | 2–1 | 3–1 | —   | 1–0 | 2–1 | 0–1 | 2–3 |
| Tottenham Hotspur FC       | 2–1 | 3–1 | 3–2 | 2–1 | 5–0 | 0–2 | 4–0 | 1–0 | 3–0 | 0–1 | 2–0 | 1–1 | 0–1 | 2–1 | 1–1 | 2–1 | —   | 1–1 | 2–0 | 2–3 |
| Watford                    | 2–2 | 3–0 | 0–0 | 0–3 | 0–3 | 1–2 | 0–0 | 2–3 | 1–1 | 3–0 | 0–4 | 2–0 | 2–1 | 2–1 | 0–0 | 1–3 | 0–0 | —   | 1–3 | 2–1 |
| West Ham United            | 1–3 | 1–1 | 4–0 | 3–3 | 0–1 | 3–2 | 1–2 | 1–1 | 1–2 | 0–2 | 0–5 | 2–0 | 2–3 | 2–0 | 1–1 | 3–1 | 2–3 | 3–1 | —   | 0–2 |
| Wolverhampton Wanderers FC | 0–2 | 2–1 | 1–0 | 0–0 | 1–1 | 2–5 | 2–0 | 3–0 | 0–0 | 1–2 | 3–2 | 1–1 | 1–1 | 3–0 | 1–1 | 1–1 | 1–2 | 2–0 | 2–0 | —   |

## Estadístiques

### Golejadors
| Ranquing | Jugador                   | Equip                   | Gols |
| -------- | ------------------------- | ----------------------- | ---- |
| 1        | Jamie Vardy               | Leicester City          | 23   |
| 2        | Pierre-Emerick Aubameyang | Arsenal                 | 22   |
| 2        | Danny Ings                | Southampton             | 22   |
| 4        | Raheem Sterling           | Manchester City         | 20   |
| 5        | Mohamed Salah             | Liverpool               | 19   |
| 6        | Harry Kane                | Tottenham Hotspur       | 18   |
| 6        | Sadio Mané                | Liverpool               | 18   |
| 8        | Raúl Jiménez              | Wolverhampton Wanderers | 17   |
| 8        | Anthony Martial           | Manchester United       | 17   |
| 8        | Marcus Rashford           | Manchester United       | 17   |

Font: Premier League

#### Triplets
| Jugador           | Equip             | Rival                   | Resultat | Data             |
| ----------------- | ----------------- | ----------------------- | -------- | ---------------- |
| Raheem Sterling   | Manchester City   | West Ham United         | 5–0      | 10 agost 2019    |
| Teemu Pukki       | Norwich City      | Newcastle United        | 3–1      | 17 agost 2019    |
| Tammy Abraham     | Chelsea           | Wolverhampton Wanderers | 5–2      | 14 setembre 2019 |
| Bernardo Silva    | Manchester City   | Watford                 | 8–0      | 21 setembre 2019 |
| Ayoze Pérez       | Leicester City    | Southampton             | 0–9      | 25 octubre 2019  |
| Jamie Vardy       | Leicester City    | Southampton             | 0–9      | 25 octubre 2019  |
| Christian Pulisic | Chelsea           | Burnley                 | 4–2      | 26 octubre 2019  |
| Sergio Agüero     | Manchester City   | Aston Villa             | 1–6      | 12 gener 2020    |
| Anthony Martial   | Manchester United | Sheffield United        | 3–0      | 24 juny 2020     |
| Michail Antonio4  | West Ham United   | Norwich City            | 4–0      | 11 juliol 2020   |
| Raheem Sterling   | Manchester City   | Brighton & Hove Albion  | 5–0      | 11 juliol 2020   |

Notes
4 El jugador va marcar quatre gols

### Assistències
| Ranquing | Jugador                | Equip                   | Assistències |
| -------- | ---------------------- | ----------------------- | ------------ |
| 1        | Kevin De Bruyne        | Manchester City         | 20           |
| 2        | Trent Alexander-Arnold | Liverpool               | 13           |
| 3        | Andrew Robertson       | Liverpool               | 12           |
| 4        | Mohamed Salah          | Liverpool               | 10           |
| 4        | David Silva            | Manchester City         | 10           |
| 4        | Son Heung-min          | Tottenham Hotspur       | 10           |
| 7        | Riyad Mahrez           | Manchester City         | 9            |
| 7        | Adama Traoré           | Wolverhampton Wanderers | 9            |
| 9        | Harvey Barnes          | Leicester City          |              |
| 9        | Roberto Firmino        | Liverpool               |              |

Actualitzat fins al(s) partit(s) jugat(s) el 26 juliol 2020. Font: Premier League Arxivat 2017-06-24 a Wayback Machine.

### Parades
| Ranquing | Jugador         | Equip            | Parades |
| -------- | --------------- | ---------------- | ------- |
| 1        | Martin Dúbravka | Newcastle United | 132     |
| 2        | Tim Krul        | Norwich City     | 116     |
| 3        | Bernd Leno      | Arsenal          | 113     |
| 3        | Aaron Ramsdale  | Bournemouth      | 113     |
| 5        | Nick Pope       | Burnley          | 112     |

Actualitzat fins al(s) partit(s) jugat(s) el 12 juliol 2020. Font: Premier League